# Zamoście (Baranowo)
Zamoście – przysiółek wsi Baranowo w Polsce położony w województwie mazowieckim, w powiecie ostrołęckim, w gminie Baranowo.
W latach 1975–1998 przysiółek  administracyjnie należał do województwa ostrołęckiego.